# Народно-освободительная война Югославии
Народно-освободительная война Югославии (серб. Народноослободилачки рат Југославије, хорв. Narodnooslobodilački rat Jugoslavije, словен. Narodnoosvobodilni boj Jugoslavije, макед. Народно-ослободителната војна на Југославија), чаще известна как Народно-освободительная борьба народа Югославии или просто Народно-освободительная борьба (серб. Народноослободилачка борба народа Југославије, босн. Narodnooslobodilačka borba Jugoslavije, хорв. Narodnoslobodilačka borba Jugoslavije, словен. Narodnoosvobodilna borba jugoslovanskih narodov, макед. Народно-ослободителната борба на Југославија) — принятое в историографии обозначение вооружённой борьбы, ведшейся после нападения Германии на Советский Союз (июнь 1941 года) югославскими коммунистическими вооружёнными формированиями (впоследствии Народно-освободительная армия Югославии) при поддержке СССР (с 1943 года также и иных стран Антигитлеровской коалиции), на территории оккупированного в апреле 1941 года силами стран «оси» Королевства Югославия — против Германии, Италии, Венгрии, Болгарии, Хорватии и союзных им сил и формирований (как то Русский корпус и Сербский добровольческий корпус), а также против Югославских сил в Отечестве. Велась с июля 1941 по 15 мая 1945 годов.

## Предыстория

### Раздел Югославии
25 марта 1941 года правительство Югославии во главе с Драгишей Цветковичем, премьер-министром страны, и министром иностранных дел Александаром Цинцаром-Марковичем подписало договор о присоединении Югославии к Тройственному пакту стран «оси». Это решение вызвало возмущение жителей Сербии: с протестами «Лучше война, чем пакт! Лучше гроб, чем рабство!» (серб. Боље рат него пакт! Боље гроб него роб!) люди в Белграде вышли на улицы, устраивая беспорядки.
27 марта группа сербских офицеров при активном содействии британских офицеров свергла правительство и правившего принца-регента Павле Карагеоргиевича, приведя к власти короля Петра II, провозгласив его совершеннолетним. Адольф Гитлер воспринял переворот как личное оскорбление и в тот же день издал Директиву № 25, предписывающую вторжение Германии в Югославию, а посольство Германии в Белграде было уверено, что за переворотом стояли Великобритания и СССР. 6 апреля 1941 года немецкие силы при поддержке итальянцев, венгров и болгар вторглись в страну. Югославская армия не сумела организовать должное сопротивление, вследствие чего 17 апреля была подписана немедленная капитуляция страны (за два дня до этого король вместе с правительством бежали за границу).
Раздел Югославии начался ещё до завершения операции: 10 апреля 1941 года в разгар боевых действий хорватские националисты-усташи Анте Павелич и Славко Кватерник провозгласили независимость Хорватии, которой они добивались ещё при существовании Королевства Югославия. В состав новой страны вошли территории нынешней Хорватии, Боснии и Герцеговины и сербской области Срем. Уже после капитуляции страны в Риме была достигнута договорённость: Италия и Германия делили Словению пополам (южная часть отходила Италии, северная с Любляной — Германии), Венгрия аннексировала Войводину (Бачка и Нови-Сад), Румыния заняла область Банат, Болгария присоединила большую часть Македонии и юго-восточную Сербию, Албания получила Косово и остаток Македонии, Италия же ещё приобрела и Черногорию, установив там свой протекторат. Оставшиеся территории были преобразованы в марионеточное государство Сербия, которым руководил бывший генерал королевской армии Милан Недич. Он же назначил так называемое Правительство национального спасения, полностью подчинявшееся немцам.

### Подготовка к войне
15 апреля 1941 года, когда король бежал из страны, на заседании Политбюро ЦК Коммунистической партии Югославии (КПЮ) в Загребе было признано, что Югославия скоро капитулирует, и принято решение о подготовке вооружённого антинемецкого восстания и начале партизанской войны. Был сформирован Военный комитет, который возглавил генеральный секретарь КПЮ Иосип Броз Тито. КПЮ призвала бороться не только с немецкими оккупантами, но и хорватскими фашистами. По заверению партии, «коммунисты и рабочий класс Югославии будут сражаться в первых рядах и упорно бороться до окончательной победы».
Во второй половине мая штаб КПЮ переехал в Белград, где продолжалось обсуждение деталей грядущего восстания. В течение мая и июня 1941 года формировались региональные военные комитеты, которые занимались приобретением оружия, боеприпасов, медикаментов и униформы. Югославам удалось забрать со складов то оружие, припасы и униформу Королевской армии, которое не успели конфисковать немцы. Комитеты занимались вербовкой партизан, проводили курсы обучения солдат, врачей и командного состава. В некоторых городах организовывались тайные ударные группы, занимавшиеся саботажем и диверсиями. Активную помощь партизанам оказывали и те югославы, которые успели повоевать в Испании в Гражданской войне. Впоследствии по мере освобождения той или иной территории у партизан стали появляться и первые самолёты (первым профессиональным пилотом югославской партизанской армии стал майор Франьо Клуз), и собственный флот (первым адмиралом партизанской флотилии стал капитан Велимир Шкорпик, одним из самых известных командиров партизанской речной флотилии являлся Владо Багат). Со временем югославам удалось даже захватить некоторые танки и бронеавтомобили, которые стали основой для будущей армии Югославии.

## Начало партизанской войны

### Историческое совещание в Белграде
22 июня 1941 года Германия напала на СССР, что стало сигналом для югославских коммунистов (учитывая существование Договор о ненападении между Германией и Советским Союзом и стремление руководства СССР сохранить его действие, до нападения Германии на СССР КПЮ не призывала народ к вооружённым выступлениям против сил стран «оси»). В тот же день Политбюро ЦК КПЮ обратилось как к народам Югославии, так и к народам СССР с призывом дать отпор захватчикам и изгнать их со своих земель.
В тот же день на территории союзной странам «оси» Хорватии, близ города Сисак, по решению местного комитета нелегально действовавшей Коммунистической партии Хорватии образован партизанский отряд, ставший первым подразделением сил коммунистического сопротивления.
27 июня на очередном заседании Политбюро ЦК КПЮ был сформирован Главный штаб Народно-освободительных партизанских отрядов Югославии, а верховным главнокомандующим партизанских сил был избран генеральный секретарь Иосип Броз Тито. Также был образован Единый народно-освободительный фронт Югославии, который стал объединяющей и руководящей организацией для всех антифашистских движений Югославии.
4 июля 1941 года в Белграде в доме Владислава Рибникара состоялось заседание Политбюро ЦК КПЮ, на котором был утверждён план войны. На заседании присутствовали Иосип Броз Тито, Милован Джилас, Светозар «Темпо» Вукманович, Иво «Лола» Рибар, Сретен Жуйович и Иван Милутинович. Была достигнута договорённость об отправке всех шести участников в шесть стран, составлявших Югославию: Сербию, Хорватию, Боснию, Македонию, Словению и Черногорию. Война продлилась почти четыре года и продолжалась даже после капитуляции Германии.

## 1941 год

### Начало боёв
- В Сербии первые бои начались 7 июля: небольшие вооружённые стычки, которые были в мае и июне, переросли в серьёзные столкновения. Первым крупным отрядом в Сербии, который начал войну, стал Раджевацкий партизанский отряд, действовавший в селе Бела-Црква. Командовал отрядом Жикица «Шпанац» Йованович.
- В Черногории партизаны подошли к выбору даты восстания с умом: 12 июля марионеточное правительство Черногории провозгласило свою независимость, якобы дарованную Италией. Милован Джилас решил «отблагодарить» итальянцев по-своему, и на следующий день в городах Черногории начались столкновения. За несколько дней итальянцы потеряли убитыми, ранеными и пленными 4 тысячи человек, не сумев организовать нормальный отпор партизанским войскам, а югославы отбили почти все города. Спасло итальянцев от потери территории и полного провала только своевременное вмешательство регулярных частей армии и переброска горнострелковых дивизий. Хотя восстание удалось подавить, черногорцы одержали стратегическую победу и начали активное сопротивление.
- В Словении бои начались в Гореньске и Нижней Штирии 22 июля, а к августу войной была охвачена уже вся страна. За партизанские действия отвечал Эдвард Кардель.
- В Боснии и Герцеговине партизанская война началась 27 июля, когда усташи уже начали устраивать откровенный геноцид сербов. Восстание началось с разгромом войск усташей в Дрваре и охватило всю Боснийскую Краину. Разгорелись стычки в городах Босанско-Грахово, Гламоч, Мрконич-Град, Власеница, Сребреница, Маглай и так далее.
- В Хорватии, как и в Боснии, начались бои 27 июля со стычек в Лике, Кордуне, Бановине и Славонии, которые перенеслись потом в Далмацию и Горски-Котар. Партизанам удалось атаковать город Срб. Ещё 22 июня, в день начала войны СССР и Германии, в Хорватии появился первый партизанский отряд — Сисакский.
- В Македонии боевые действия начались позднее всего, 11 октября. Изначально руководил восстанием Методий Шаторов, но после того, как его приняли в члены Коммунистической партии Болгарии, югославы исключили его из своих рядов, посчитав это по меньшей мере дезертирством. Командовать югославскими партизанами в Македонии отправился Лазар Колишевский, при его работе начались формирования новых партизанских отрядов. В августе и сентябре были созданы три таких отряда, один из которых, Прилепский, 11 октября начал боевые действия в битве за Прилеп. До этого македонскими и греческими партизанами в городе Драма была предпринята попытка восстания, которая с треском провалилась.

Партизанские отряды летом благодаря координации и слаженности действий нанесли мощный удар по коллаборационистам и оккупантам, захватив огромное[сколько?] количество вооружения и припасов, что усилило партизанскую армию. В разных территориях начали формироваться новые партизанские отряды, которые составляли уже не десятки, а сотни солдат. Освобождая территории, партизаны обрывали линии коммуникации между вражескими войсками и устанавливали связь с дружественными отрядами. В крупных городах страны партизаны стали устраивать взрывы, уничтожая важные объекты, поджигая транспортные средства, организуя покушения, вступая в бои с полицией и даже с регулярными частями вермахта. Ударные и диверсионные группы, в состав каждой из которых входило 2-3 человека, охотились на вражеских офицеров и простых солдат, громили патрули и гарнизоны, уничтожали склады и захватывали там необходимое снаряжение, освобождали пленных, разрушали железные дороги, обрывали линии телефонной и телеграфной связи, нарушая тем самым связь между разрозненными гарнизонами противника.

### Становление Ужицкой Республики
Размах партизанского движения привёл к тому, что уже до конца августа немцы потеряли контроль над частью земель Югославии. В окрестностях города Ужице появилась так называемая Ужицкая республика, занимавшая большие территории Западной Сербии и Шумадии, располагавшаяся между реками Дрина и Сава, недалеко от Белграда, Смедерево и Южной Моравы. По современным меркам площадь Ужицкой Республики составляла 2/3 площади от территории современной Сербии. Ужицкая Республика де-факто граничила с частью освобождённой Восточной Боснии, а также партизанским краем Санджак и не занятой врагом Южной и Восточной Сербии.
Под контролем партизан были города Ужице, Чачак, Горни-Милановац, Крупань, Лозница, Байина-Башта и Ужичка-Пожега. У немцев оставались гарнизоны в Шабаце, Валево, Кралево, Крагуеваце и некоторые патрули на дороге Белград-Ниш. Довольный свершивимся, Иосип Броз Тито в первой половине сентября прибыл в республику. 26 сентября в деревне Столице недалеко от села Брштицы состоялось совещание, на котором и был принят основной план ведения дальнейших боевых действий в Югославии. Однако радость партизан была недолгой: немецкие гарнизоны осознали, что имеют дело с противником, который мог быть опасен не менее, чем советские партизаны и части РККА, и начали борьбу против партизан. В итоге югославы потеряли Ужице, понеся огромные потери.

### Первое антипартизанское наступление
Причиной произошедшего стал разлад между партизанами. Как оказалось, монархисты — сторонники старой власти не сложили оружие и не прекратили борьбу. Командующий Королевской югославской армией, генерал Драголюб «Дража» Михаилович, не сложил оружие и продолжил борьбу против немцев, за что чуть не поплатился собственной жизнью: немецкая администрация объявила его в розыск и пообещала 250 тысяч марок за голову непокорного генерала. Михаилович возглавил югославские войска на родине, которые вошли в историю как «четники». Первоначально четники готовы были сотрудничать с партизанами Тито, рассчитывая на то, что коммунисты уступят на добровольной основе власть монархистам и признают законность правления Петра II.
Дража Михаилович во многом не доверял Иосипу Брозу Тито и утверждал, что организовывать национальное восстание нельзя ни в коем случае, иначе немцы устроят настоящую резню мирного населения и похоронят все надежды на избавление от оккупации. Он был по-своему прав, поскольку 16 сентября фельдмаршал Вильгельм Кейтель издал распоряжение о приведении в исполнение смертной казни за попытку сопротивления оккупационным войскам: за каждого раненого немца он грозил расстрелять 50 мирных граждан, а за каждого убитого немца — 100 граждан. Ещё один нацист, генерал Франц Бёме заявил, что всё население Сербии он будет рассматривать как потенциальных врагов, поскольку в любой момент гражданские могли начать помогать партизанам.
Разногласиями воспользовались немцы и усташи, которые атаковали сербские позиции с нескольких сторон: 29 сентября 1941 года на реке Дрине с территории Боснии свой марш начали хорваты, а параллельно между Шабацем и Лозницей части 342-й пехотной дивизии вступили в бои с партизанами Тито. Удар был неожиданный: четники и партизаны не успели ничего предпринять и начали спешно отступать. По ходу боевых действий Михаилович стал тайно отправлять своих делегатов к немцам с просьбой о прекращении огня и оказании помощи в борьбе с Тито, прикрываясь стремлением перебросить силы четников на борьбу с хорватами и боснийцами. Вскоре Тито раскрыл обман, и партизаны расценили подобный поступок как предательство, отказавшись вообще от помощи четников. В итоге 1 ноября 1941 года, уже после захвата немцами Ужице, четники вступили в первый бой с партизанами, обретя ещё одних врагов.

### Другие территории
Черногорцы хоть и на короткое время, но в ходе своего восстания захватили три четверти территории страны: под контролем были города Андриевица, Грахово, Жабляк, Колашин, Биело-Поле, Беране и Даниловград. Некоторые из городов не покорялись в течение всего года и даже в 1942 году итальянцы не могли их взять. Тем временем в Боснии партизанами был отбит Дрвар, который стал столицей так называемой Дрварской республики в Западной Боснии, и на разгром этой самопровозглашённой республики были переброшены значительные силы четников, итальянцев, усташей и словенцев[каких?]. В Хорватии в июле-августе под контролем партизан оказались Лика, Кордун, Бановина, Горски-Котар, Далмация и Славония, но уже осенью эти земли вернули под свой контроль оккупанты. В Кордуне, впрочем, потери усташей оказались довольно большими. Наконец, в Словении, в провинции Гореньска образовалась ещё одна свободная территория, которую в конце декабря 1941 года вернули себе немцы.

### Формирование регулярных сил НОАЮ
Шесть немецких дивизий и многочисленные войска коллаборационистов нанесли мощный удар по партизанскому движению, но не смогли его остановить. Верховный штаб Народно-освободительных партизанских отрядов Югославии вынужден был бежать в Санджак. Параллельно по партизанам были нанесены удары в Войводине, Славонии, Далмации, Горском-Котаре и Хорватском Приморье.
Верховный штаб занялся реформированием войск. От обычных партизанских отрядов он перешёл к созданию более крупных и мощных боевых единиц: бригад. Так 21 декабря 1941 года в Рудо появилась 1-я пролетарская ударная бригада — первое крупное военное формирование югославских войск. 1 марта 1942 года появилась и 2-я пролетарская ударная бригада. Впоследствии, когда до югославов дошли радостные новости о провале немецкого блицкрига в СССР, у них появилась возможность создавать и партизанские дивизии. Вскоре главный орган управления партизанскими силами стал называться Верховным штабом Народно-освободительной армии Югославии.

### Немецкий террор
Для подавления партизанского движения немецкому командованию пришлось отзывать войска из СССР, Франции и Греции. Итальянцы же сосредоточены были преимущественно на войне в Африке и с африканского фронта войска не отзывали, переправляя охранные дивизии из Италии и Албании, а также договариваясь о сотрудничестве с хорватами.
Летом и осенью 1941 года немецко-итальянские войска провели несколько крупных операций, пытаясь разгромить партизанские силы, и в ходе этих операций они сожгли дотла сотни деревень в Западной Боснии, Герцеговине, Лике и Кордуне. В ходе Первого антипартизанского наступления попадавшие в плен партизаны часто казнились после долгих пыток, а мирные жители расстреливались по малейшему подозрению. Так в стране появились первые концлагеря Ясеновац, Стара-Градишка, Баница, Саймиште, Шабац, Црвени Крст и другие. Солдаты не щадили ни женщин, ни детей, ни стариков, а некоторых даже отправляли в другие лагеря смерти: Бухенвальд, Освенцим, Маутхаузен и Дахау. Самыми кровавыми преступлениями в первый год войны стали бойни в Кралево и Крагуеваце: в первом случае партизаны окружили город, в ответ на что немцы стали стрелять по мирным жителям и уничтожили полностью всё мужское население Кралево; во втором случае в ответ на гибель 10 солдат и ранение 26 немцы захватили в плен 2323 человека и расстреляли их без суда и следствия. В целом между апрелем и декабрём 1941 немцами было расстреляно от 20 до 30 тысяч сербских мирных жителей в качестве мер по борьбе с партизанами.

## 1942 год

### Второе антипартизанское наступление
Стычки с четниками вынудили Верховный штаб перебросить в Восточную Боснию 1-ю пролетарскую ударную бригаду, что привело к очередному всплеску борьбы в Югославии и отвлекло внимание немцев.
15 января 1942 года немецкое верховное командование начало так называемое Второе антипартизанское наступление. Дража Михайлович, которому удалось заручиться поддержкой немецких войск, отдал приказ всем своим войскам ни в коем случае не вступать в бои с немцами и не чинить им препятствий на пути к партизанским войскам. Усташи и вермахтовцы заняли несколько городов, установив связь между гарнизонами, и отрезали партизанам несколько путей к отступлению. В суровых зимних условиях части 1-й пролетарской бригады совершили известный Игманский марш, уйдя от немецкого преследования и сумев разрушить несколько линий коммуникаций между городами Боснии.
В течение марта 1942 года 1-я и 2-я пролетарские бригады соединились и продолжили операции по освобождению страны. Партизанская деятельность оживилась в Герцеговине, Черногории, Санджаке и Восточной Боснии, а в освобождённой Фоче с января по май 1942 года даже располагался Верховный штаб НОАЮ и ЦК Компартии Югославии. За время пребвания в Фоче Верховный штаб в январе утвердил порядок принятия добровольцев в военные формирования партизан, а в феврале утвердил документы о присваивании подразделениям статусов бригад.

### Затишье на Востоке, война на Западе
Катастрофа, которая настигла партизан в ходе Первого наступления немцев, привела к тому, что в Западной Сербии и Шумадии прекратилось вооружённое сопротивление. Вместе с тем в Южной Сербии оно обострилось: от Ястребаца до равнины Кукавицы и от Власотинце до Сувой равнины образовалась новая свободная территория, стратегическими пунктами которой были Топлица, Ябланица, Пуста-Река, Кукавица, Црна-Трава и Ястребац. Немцы обрушили на партизан всю свою силу, нанеся большой урон силам антифашистов.
В Санджаке в начале 1942 года против партизан были переброшены не только немецкие силы, но и отряды итальянских войск, а также полицаи, набранные из числа коллаборационистов (туда входили недичевцы, сербские эсэсовцы во главе с Константином Мушицки и мусульмане). Несмотря на упорное сопротивление, партизанам Тито пришлось уходить в Боснию и Черногорию. В Банате, Бачке и Баране партизаны и вовсе прекратили борьбу из-за потерь, в то время как в Воеводине и Среме бои разгорелись с новой силой. Что касается Македонии, то там, как ни странно, партизан становилось всё больше и больше: в течение всего 1942 года они без устали вступали в бои с регулярными частями болгарских войск и полицейскими.
Зима, тем не менее, закалила титовцев и преподнесла им несколько уроков. В Западной Югославии немцы стали терпеть одно поражение за другим, а в Западной и Центральной Боснии сразу пять партизанских отрядов организовали глухую оборону, которую не удавалось взломать немцам. В мае 1942 года был освобождён Приедор, что позволило партизанам на некоторое время снять осаду с части Хорватии и Боснии (Козара и Подгрмеч оказались под их контролем в Боснии; Лика, Баня, Кордун и Горски-Котар в Хорватии; часть Западной Боснии и Далмация). Открыв дорогу на Далмацию, югославы начали вести боевые действия на реках и в открытом море. В бой вступили уроженцы Славонии, Калника, Билогоры и Мославины. Попытки немцев подавить эти очаги сопротивления ни к чему не привели.
В Словении партизанам удалось освободить Доленьску и Нотраньску краины, что позволило им начать поход в Штирию. Вторая группа партизанских отрядов организовала поход в Штирию, где также отбила ряд деревень и городов. В конце концов, немцы потеряли контроль над ситуацией и срочно вызвали дополнительные дивизии для подготовки к очередной операции.

### Поход в Боснийскую Крайну
За сохранение самых основных сил партизанской армии Тито и его команде пришлось заплатить большими территориями, занятыми некогда его войсками. К тому же некоторые подразделения партизанской армии всё-таки были уничтожены полностью. Основные силы партизан из Черногории, Санджака и Герцеговины начали прорываться сквозь мощные оборонительные линии немцев и итальянцев в Боснийскую Краину. Когда они соединились, то оказались в относительной безопасности. Из уцелевших отрядов были созданы 3-я санджакская, 4-я черногорская, 5-я черногорская пролетарские ударные бригады и Герцеговинской партизанский отряд НОАЮ. Верховный штаб и Компартия получили новосозданным бригадам, объединённым в группу, прорваться дальше в Боснийскую Краину и выйти на связь с хорватскими партизанскими отрядами, а по возможности освободить как можно больше территорий.
Сам поход в Боснийскую Краину начался 24 июня 1942 года после соединения всех партизанских соединений. Эта небольшая операция переросла в полномасштабное наступление, которое продолжалось до 1943 года. 5-я пролетарская бригада и Герцеговинский отряд вынуждены были остаться на своих позициях для обороны Центрального госпиталя НОАЮ, а спустя некоторое время они отправились в Западную Боснию. К началу 1943 года им удалось освободить города Бихач, Кониц, Прозор, Горни-Вакуф, Дувно, Ливно, Ключ, Гламоч, Мрконич-Град и Яйце. Перенеся боевые действия в долину реки Уна, Верховный штаб НОАЮ решил таким образом рассеять вражеские войска по долинам Уны и Цазинской Краины, чтобы облегчить задачу партизанам и удержать свободные территории Западной Боснии и Хорватии.

### Битва за Козару
Самые ожесточённые столкновения за всю войну развернулись на Козаре. Немцы отправили сразу 45 тысяч солдат и офицеров против 2-го Краинского партизанского отряда, в котором было всего 3500 человек. С 10 июня по 18 июля 1942 года развернулись самые ожесточённые бои в истории войны: на горе Козаре в неравном бою сошлись превосходящие силы немцев из 714-й, 717-й и 718-й дивизий при поддержке некоторых вспомогательных войск и две партизанские бригады при поддержке одного небольшого отряда. В ходе ожесточённых боёв общие потери (включая мирных жителей) составили 68 тысяч человек.
Однако на юге немцы ничего не добились, даже не добравшись толком ни до Македонии, ни до Косово: в Южной Сербии снова активизировалась партизанская деятельность. На помощь сербам пришли албанские коммунисты, служившие в отрядах имени Зейнела Айдини и Эмина Дураку. Вместе с тем на оккупированных территориях борьба снова обострилась: в Санджаке, Черногории и Герцеговине местное руководство КПЮ нашло силы снова вдохновить партизан; в Среме немцы устроили откровенный геноцид в рамках Фрушской операции, уничтожив около 6 тысяч мирных жителей и уведя 10 тысяч в плен, но целей операции так и не достигли; в Далмации партизаны высадились на островах Хорватского приморья, превратив многие из них в маленькие крепости. Уже были готовы основы для ведения войны на море.
Вместе с тем югославские партизаны добились некоторого успеха: пока немцы бросали на Козару свои силы, два партизана по имени Франьо Клуз и Рудольф Чаявец воспользовались моментами и на аэродромах сумели захватить самолёты «Potez 25» и «Breguet Br.19». 23 мая 1942 года они прилетели в Приедор, что стало началом существования партизанских ВВС. Используя эти самолёты, они начали проводить воздушные операции: хотя попытки захватить немецкую авиацию не прекращались, бросать в бой уже имеющиеся самолёты для югославов было сродни самоубийственной атаке, и поэтому Франьо и Рудольф ограничивались небольшими бомбардировками и разведывательными операциями.

### Бихачская республика
В первой половине ноября 1942 года партизанами была проведена Бихачская операция, в ходе которой были освобождены города Бихач, Босанска-Крупа, Подград, Велика-Кладуша, Цетинград и Подцетин, позднее ими же были взяты Мрконич-Град и Яйце, Скендер-Вакуф и Котор-Варош, Теслич и Прнявор. Общая площадь освобождённых территорий составляла 48 тыс. км², которая простиралась от Карловаца до реки Неретвы и от реки Босны до Адриатического моря. Часть территорий была отбита в Словении между Горски-Котаром и Покупле. Вся эта территория была названа Бихачской республикой, поскольку центром партизанских войск, действовавших там, был город Бихач. До конца января 1943 года на этой относительно безопасной территории располагались и штаб НОАЮ, и ЦК Компартии Югославии.
Благодаря освобождённым территориям общая численность партизанских войск резко выросла: добровольцы из освобождённой Боснии записывались в ряды партизан, что привело к рождению новых бригад. В итоге к ноябрю 1942 года их насчитывалось 28. А 1 ноября 1942 года Верховный штаб НОАЮ утвердил решение о формировании первых дивизий и корпусов. В декабре 1942 года Верховный штаб перебросил войска в долину рек Савы и Босны и в центр Далмации для дальнейшего раздробления немецких сил. Так, в Центральную Боснию были переброшены 1-я пролетарская и 3-я ударная дивизии, в долину Саны и Уны были отправлены 1-й хорватский и 1-й боснийский армейские корпусы, а в Книнскую Краину были отправлены 2-я пролетарская дивизия и части 4-й хорватской оперативной зоны (для борьбы с четниками).

### Антифашистское вече народного освобождения Югославии
Веря в приближающуюся победу над немецкими и итальянскими захватчиками, югославские коммунистические партизаны начали заранее готовить новую систему государственного строя освобождённой Югославии. В сентябре 1942 года распоряжением Верховного штаба так называемые Народно-освободительные комитеты были признаны единственными законными органами власти на территориях, отбитых партизанами. В конце 1942 года таких локальных комитетов насчитывалось уже 30, и на освобождённых землях даже прошли выборы в новоучреждённые органы власти.
Формирование представительных органов власти партизан этим не ограничивалось: 6 декабря 1942 года в Босански-Петроваце был учреждён Женский антифашистский фронт Югославии, а 27 декабря в Бихаче было сформировано Объединение союзов антифашистской молодёжи Югославии, на которых побывало довольно большое количество как партизан, так и мирных людей. На первых съездах были приняты решения о начале активной восстановительной деятельности на освобождённых территориях, чтобы устранить последствия войны как можно скорее. Во всех восстановительных работах были активно задействованы женщины и дети. Помимо этого, были приняты решения о продолжении боевых действий в разных районах. На обоих съездах были изданы манифесты с призывами к борьбе против агрессора.
Ещё раньше, 26 и 27 ноября 1942 года состоялось Первое заседание Антифашистского вече народного освобождения Югославии (АВНОЮ). Оно прошло в Бихаче, на нём присутствовали 54 человека. Вече официально заявило о передаче законной власти в стране народу, сражающемуся против захватчиков и их пособников. На заседании был утверждён устав НОАЮ, в котором чётко прописывалась структура разделения властей. Предполагалось, помимо ведения боевых действий, также восстанавливать разрушенное войной хозяйство на освобождённых территориях, отстраивая разрушенные заводы, дома, учреждения культуры и просвещения, а также строя новые. Помимо этого, началась акция за международное признание Народной республики Югославия как правопреемницы Королевства Югославия.

## 1943 год

### Битва на Неретве
На помощь немцам снова пришли итальянские части, с которыми были согласованы две операции: «Вайсс I» и «Вайсс II». Они в истории были обозначены как Четвёртое антипартизанское наступление. Для этой операции были выделены сразу 5 немецких дивизий, 4 итальянские дивизии, а также военизированные формирования усташей, домобранцев и четников.
На первом этапе наступления немецко-итальянские войска прорвали оборону НОАЮ, несмотря на отчаянное сопротивление сил 1-го хорватского и 1-го боснийского корпусов. Тем временем Главная оперативная группа НОАЮ в составе 5 дивизий организовала контрнаступление против коллаборационистских отрядов в Герцеговине и Черногории, чтобы открыть дорогу подкреплениям в Сербию. Часть итальянских войск была успешно разгромлена в долине реки Рама, а также на середине реки Неретва между городами Кониц и Ябланица. На Неретву были переправлены 3500 раненых из Центрального госпиталя НОАЮ, которые фактически были приманкой для значительной части немецких войск.
Попавшие в окружение партизаны в течение месяца (с 15 февраля по 15 марта) предпринимали попытки переправиться через реку и доставить раненых, что им всё-таки удалось сделать. Прорвавшиеся в Герцеговину войска продолжили своё наступление, разгромив наголову силы четников общей численностью в 26 тысяч человек, что вызвало всплеск партизанской деятельности в Герцеговине, Черногории и Восточной Боснии, а также нанесло серьёзный удар по репутации Драже Михайловича. Тем временем силы 1-го боснийского и 1-го хорватского корпуса отбили территории, которые немцы захватили на первом этапе операции.

### Битва на Сутьеске
Немцы не собирались сворачивать планы «Вайсс I» и «Вайсс II», несмотря на поражение на Неретве. Чтобы восстановить контроль над Югославией, им нужно было избавиться от Главной оперативной группы НОАЮ и постараться разжечь противоречия между участниками антигитлеровской коалиции; главным союзником Югославии, если не считать СССР, была Великобритания, которая то и дело отправляла на Балканы свои авиаэскадрильи. Страх перед возможным вторжением англичан на Балканы и потеря контроля над ситуацией на Восточном фронте вынудили немцев начать немедленные действия: немцам предстояло также и перекрыть снабжение из Южной Моравы и Вардара, чтобы запереть остатки югославских войск в узком углу между Болгарией и Грецией.
Согласно плану, немцы начали 15 мая 1943 крупное наступление в Герцеговине, Черногории и Санджаке против югославов. В течение месяца 5 немецких дивизий, 3 итальянские дивизии, 2 болгарских полка и одна горнострелковая бригада усташей общей численностью 127 тысяч человек пытались разгромить скромные силы 19700 партизан, оборонявших Центральный госпиталь НОАЮ и эвакуировавших в безопасное место 4 тысячи раненых. Этот этап вошёл в историю как битва на Сутьеске и стал поворотной точкой в войне: победа югославов лишила бы немцев стратегического преимущества, а поражение могло положить конец всему партизанскому движению. В ходе месяца кровопролитных боёв югославы потеряли около трети убитыми, умершими от болезней, ранеными и погибшими в горах и реках, однако им удалось прорвать несколько крупных немецких колец окружения. Иосип Броз Тито даже был ранен 9 июня в ходе одного из боёв, однако своим личным примером — непосредственно участвовал в битве — вдохновил югославов на подвиги. В итоге югославские войска сумели остановить немецкое наступление и одержали стратегическую победу.

### Партизанские движения в 1943 году
Борьба в разных городах Югославии и разных регионах не затихала ни на минуту. Словенская военизированная организация «Белая Гвардия», которая фактически составляла основу итальянской полиции на оккупированных территориях Словении, вынуждена была в одиночку бороться с партизанскими войсками: солдаты НОАЮ то и дело взрывали железнодорожные пути, задерживая доставку подкреплений из Италии и Германии. Им также удалось отбить часть Каринтии и выйти к Приморью, создав там небольшую флотилию.
В Хорватии борьба с усташами также не прекращалась: в Славонии немцы в рамках Псиньско-Папучской операции в марте 1943 года нанесли значительный урон партизанам, в ответ на что титовцы серией нескольких ударов отбили Мославину, Подравину и Славонию. Из добровольцев ими же был создан 1-й славонский армейский корпус, силы которого в мае 1943 года взяли под контроль Пожешскую котловину. Многочисленные диверсанты то и дело перекрывали дорогу Белград—Загреб.
В другой части Хорватии 1-й хорватский армейский корпус занял Лику, Кордун и Баню. Укрепились позиции партизан в Истрии, где было набрано ещё несколько сотен добровольцев. В Боснии, которая была в то время в составе НГХ, 1-й боснийский корпус в ходе отражения Четвёртого наступления добрался до Центральной Боснии. В мае 1943 года он разделился на две части: первая часть, которая в октябре стала 3-м боснийским корпусом, осталась в Восточной Боснии, а вторая часть, 2-й (с октября 5-й) боснийский корпус, отправилась на запад. С июля 1943 года в Боснии начала действовать 16-я воеводинская дивизия.
На территории оккупированной Сербии активность дивизий и корпусов была значительно меньше, но даже силами маленьких отрядов партизаны держали в страхе солдат вермахта и полицаев. Так, в Восточной Сербии активно себя проявили Тимоцкий и Пожаревацкий отряды; в Западной Сербии и Шумадии отличились 1-й Шумадийский, Валевский, Космайский и Чачанский отряды, которые активно разрушали коммуникации и нападали на немецкие и болгарские отряды полицейских; в Южной Сербии партизанами была создана ещё одна импровизированная республика между реками Топлица, Ябланица и Црна-Трава; в Среме численность партизан росла неуклонно каждый день, часть из которых направлялась в Восточную Боснию. Также шли бои и столкновения в Косово и Санджаке.
В марте 1943 года в Македонии была создана своя коммунистическая партия, что усилило борьбу с оккупантами. Для более успешного ведения боевых действий территория была разделена на пять оперативных зон, также были созданы три новых отряда. Ими же были заняты территории в Тиквеше, Дебраце и Преспе.
С первой половины 1943 года немецкие и итальянские войска начали вести войну с партизанами и на море, поскольку командование войск Оси осознало стратегическую важность островов в Адриатике: в случае потери контроля над островами у партизан появлялась бы неприступная военно-морская база, которая могла бы стать неустранимым препятствием для сухопутных войск Италии и Германии. Этот период считается самым успешным периодом партизанского флота: 23 января 1943 был сформирован Отряд военно-морских сил Южной Далмации, куда входили две вооружённые рыбацкие лодки. Этот маленький отряд успешно вёл боевые действия близ острова Хвар и в Неретвинском канале, продолжая продвигаться на север к Велебитскому каналу. Несмотря на то, что итальянский флот считался в то время одним из мощнейших и крупнейших флотов мира, партизанские войска успешно организовали атаки на 103 корабля, из которых 37 было захвачено или уничтожено.
С конца 1942 — начала 1943 годов (то есть с начала зимы) державы союзников начинают признавать югославских коммунистов в качестве единственной законной власти в Югославии и главной сражающейся против Гитлера силы. В связи с тем с апреля 1943 года Великобритания начинает оказывать военную помощь Югославии: в тот месяц военная делегация впервые посетила освобождённые партизанами территории. В мае в Югославию прибыла британская военная миссия.

### Выход Италии из войны
25 июля 1943 власть Бенито Муссолини была свергнута после высадки англо-американских войск в Сицилии. В начале сентября 1943 Италия капитулировала перед союзниками, что привело к её выходу из войны, что стало некоторым облегчением для югославских партизан: они избавились от одного из своих противников. В связи с этим Верховный штаб НОАЮ принял несколько важных решений в военном и политическом планах: в итальянскую оккупационную зону были отправлены дополнительные части НОАЮ для оказания помощи засевшим там партизанам и расширения подконтрольной коммунистам территории. После того, как 8 сентября 1943 года 2-й итальянской армии продолжали сражаться эффективность против немцев согласовано с командующим 2-й армии генерал Марио Роботти и И. Броз Тито большая часть его находится в союзе с югославскими партизанами.
После капитуляции Италии 3 сентября 1943 1-я альпийская дивизия «Тауринензе» находилась в Никшиче и Даниловграде. Она попыталась пройти по побережью Адриатического моря, чтобы успешно эвакуироваться на родину, но около половины солдат были разоружены немцами. Оставшиеся итальянские солдаты вынуждены были скрываться в лесах и горах Югославии и просить помощи у партизан. 11 октября 1943 была образована 1-я итальянская партизанская бригада «Аоста» численностью порядка 800 солдат из 4 батальонов. 19 октября близ Колашина была образована 2-я итальянская партизанская бригада той же численностью. В Беране тем временем базировалась 19-я пехотная дивизия «Венеция», которая после капитуляции пыталась выбрать между партизанами и четниками дальнейшую сторону для продолжения войны. После переговоров с Пеко Дапчевичем итальянцев удалось склонить на сторону югославов, и 10 октября 1943 дивизия перешла на сторону югославских партизан, а после из её военнослужащих была сформирована 5-я бригада при 2-м ударном корпусе численностью 5 тысяч человек.
В Плевле 2 декабря 1943 была наконец сформирована новая итальянская дивизия, получившая название партизанской дивизии «Гарибальди». В её составе было 5 тысяч человек из четырёх бригад (1-я, 2-я, 3-я и 4-я), подчинявшихся командованию штаба 2-го ударного корпуса НОАЮ во главе с Пеко Дапчевичем. Помимо солдат 1-й альпийской «Тауринензе» и 19-й пехотной «Венеция», в дивизии служили артиллеристы из артиллерийской альпийской группы «Аоста» и 155-й пехотной дивизии «Эмилия», которые после капитуляции оказались заблокированными на территории Черногории, но были объединены в батальон «Биела-Гора». Отличительным признаком партизан стало красное гарибальдийское знамя. Тесное сотрудничество с югославскими партизанами принесло свои плоды в 1944 году, когда партизаны добились ряда побед ещё до прихода советских войск.
13 февраля 1944 произошла реорганизация бригады: вместо четырёх бригад осталось всего три, а некоторая часть военнослужащих перешла в партизанские отряды 2-го армейского корпуса с целью обучения их артиллерийской стрельбе, связи, инженерным работам и иным военным специальностям. В августе 1944 года итальянские партизаны во время осады горы Дурмитор (2522 м) в Черногории прикрывали югославов, которые эвакуировали раненых и свои полевые госпиталя, чем оказали большую услугу партизанам. Дивизия позднее оказывала помощи 3-й ударной, 29-й герцеговинской и 37-й санджакской дивизиям НОАЮ, ведя бои в долине Лима в Сербии. После освобождения Черногории и Герцеговины дивизия перебазировалась в Дубровник.
8 марта 1945 по распоряжению Верховного штаба НОАЮ и итальянского главного командования дивизию вывели из состава НОАЮ и отправили в Сицилию дожидаться конца войны. Из 16 тысяч солдат 3800 вернулись вооружёнными, 2500 человек вернулись с ранениями или инфекционными заболеваниями, 4600 были освобождены из концлагерей. Почти половина личного состава дивизии пала в боях или пропала без вести. В 1944—1945 в других частях 2-й итальянской армии воевали против немцев вместе с Красной армией, югославских партизан и Первый болгарской армии
Немецкое верховное командование после капитуляции Италии, однако, захватило значительную часть итальянского оружия на складах и создало несколько особенно мощных укреплённых линий на Апениннском полуострове, чтобы задержать наступление союзников. Аналогичные меры предпринимались и в отношении Югославии: немцы успели разоружить часть итальянских солдат и забрать их лёгкое и тяжёлое вооружение, чтобы обеспечить себе неприступные позиции в Далмации и Албании. Параллельно в августе месяце в Югославии и Греции завершилось переформирование воинских частей, по итогам которого в Греции была образована группа армий «E», а в Югославии — группа армий «Ф» (командование группы исполняло функции Главнокомандования войсками вермахта на Юго-Востоке). Помимо всего прочего, помощь немцам оказывали также немецкие отдельные отряды на территории Независимого государства Хорватии, болгарский танковый корпус, Сербский добровольческий корпус СС, Сербская государственная стража и 5-я болгарская армия.
Но югославы тоже не теряли время и успели также вооружить свои войска захваченным у итальянцев оружием. Более половины территории Югославии к тому моменту уже было освобождено, а за счёт новых добровольцев число бригад выросло на 56 (из них было собрано 8 новых дивизий и 4 корпуса). Сформировались первые танковые подразделения, была построена в Ливно первая авиабаза. А 18 ноября 1943 был сформирован и Военно-морской флот Югославии, который вскоре вступил в бои с хорватским флотом. Несмотря на то, что первые эскадры флота Коммунистической Югославии состояли из рыбацких лодок, против хорватских кораблей они действовали очень эффективно.
Для стабилизации обстановки в Югославии и возвращения контроля над Адриатикой немцы стали перебрасывать новые силы. В октябре-ноябре 1943 года в рамках так называемого Октябрьского наступления немцы стремительной атакой вытеснили партизан из Словенского Приморья, Истрии и Хорватского Приморья. В конце сентября они взяли Сплит, а в середине октября и начале ноября под их контролем оказался город Шибеник и полуостров Пелешац. Флот НОАЮ базировался на островах Хвар и Брач, где также находились 1-я, 9-я и 11-я ударные бригады, 4 партизанских отряда и несколько тысяч беженецев (всего 15 тысяч человек).
Югославы успешно перевезли часть беженцев на итальянские острова, контролировавшиеся союзниками, а также укрепили уже занятые позиции. Но немцы и не подумали отступать: в ноябре немцами были заняты острова Большой и Малый Древник, а также острова Крк, Црес и Лошинь. В конце декабря 1943 года немцы предприняли атаку на Корчулу, после чего югославы отошли на остров Вис. Совместно с силами 26-й далматинской дивизии югославы стали готовить оборону своего последнего рубежа на море: его потеря уничтожила бы флот полностью. Атаки немцев, однако, успехом не увенчались. Мало-помалу югославы стали отбивать острова.
В это же время в Словенском Приморье и Истрии стали снова создаваться партизанские части: они набирались не только из новобранцев, но и из опытных партизан, которые ранее попадали в итальянские тюрьмы и лагеря для военнопленных. Многие из добровольцев, прибыв на остров Вис, сразу же заступили на службу во флот. Теперь у югославов были силы и на суше, и на море, и в воздухе, что позволило говорить о полноценных вооружённых силах Югославии. Помощь югославам стали оказывать не только англичане и американцы, но и русские, отправляя свои делегации. Однако если англичане уже перебрасывали свои авиационные эскадрильи на Балканы, то до прихода советских войск оставалось ещё много времени.

### Второе заседание АВНОЮ
Политическое руководство партизанского движения задумывалось всё чаще о том, каким будет послевоенное устройство Югославии. Уже на втором заседании АВНОЮ, которое состоялось с 29 по 30 ноября 1943 года в Яйце (на нём присутствовали 150 человек: 142 делегата из Сербии, Хорватии, Боснии, Словении и Черногории, а также 8 делегатов из Македонии и Санджака), были приняты несколько решений:
- Антифашистское вече народного освобождения Югославии будет являться высшим органом власти в Югославии до конца войны;
- Национальный комитет освобождения Югославии, который был создан по решению того же вече, по окончании войны становился временным высшим органом власти;
- Югославское правительство в изгнании объявлялось незаконным, а королю Петру II запрещалось возвращение в страну;
- Будущая Югославия строилась как демократическое федеративное государство.

На заседании было избрано руководство АВНОЮ, куда входили члены Коммунистической партии. Возглавил руководство маршал Югославии Иосип Броз Тито. Народно-освободительные комитеты были признаны единственными законным органами власти на административно-территориальных единицах Югославии. На том же заседании было принято ещё одно решение: после завершения войны часть территории Словении, которая досталась Италии по договорам Первой мировой войны, должна была отойти к Югославии. 14 декабря 1943 советское руководство заявило о поддержке решений АВНОЮ и пообещало отправить в Югославию свою миссию, которая прибыла туда в феврале 1944 года.

## 1944 год
Этот год стал судьбоносным для Югославии: в сентябре-октябре 1944 года на её территорию вступили советские войска. В течение 1944 года югославские войска вели активную борьбу против немецких войск, начиная с прорыва в Сербию в январе-феврале и заканчивая вытеснением немцев из Сербии и Боснии. В апреле и мае югославские войска организовывали нападение за нападением на разные гарнизоны усташей и немцев в городах Цазин, Ломница, Брач, Шолта, Подгорач, Босилево и других населённых пунктах. Активно вели себя партизаны на море, выдавливая с островов немецкие гарнизоны и атакуя хорватские суда. В конце 1944 года огромные потери понесла группа армий «E», которая, выходя из Греции, попала под атаку партизан и советских войск и лишь немногие солдаты сумели прорваться к другим немецким частям.

### Покушение на Тито
25 мая 1944 элитные части СС, куда входили Парашютный батальон СС 500, дивизия СС «Принц Ойген» и другие воинские подразделения, высадились в боснийском Дрваре. Однако операция окончилась полным провалом: Иосипу Брозу Тито удалось сбежать, а немцы только понесли неоправданные и совершенно необязательные потери.
Уже с 7:00 25 мая, с самых первых минут операции, немцев преследовали неудачи — близ Дрвара разбились несколько планеров с частями СС. Парашютисты, которые на первых порах успешно преодолевали укрепления Дрвара и даже уничтожили штаб-квартиру НОАЮ, вскоре вступили в бой с 6-й ликской дивизией имени Николы Теслы и ушли в оборону. Силы партизан многократно превосходили силы немцев, но эсэсовцы не отступали.
В течение всего дня атаки партизан не прекращались. Один раз немцы пропустили контратаку партизан, но вовремя взяли в кольцо прорвавшихся югославов и уничтожили их группу полностью. Но с другой стороны, немцы всё-таки стратегически проигрывали партизанам НОАЮ: хорошо вооружённый отряд батальона СС 500 в тот же день был наголову разбит солдатами 3-й ликской пролетарской ударной бригады, потеряв до половины личного состава.
А в 11:15 по местному времени Иосип Броз Тито с охраной перебрался в пещеру близ Восточного Дрвара, что превратило спецоперацию немцев в бессмысленную высадку. У немецкой разведки не было точных данных о местонахождении Броза, что уже ставило операцию на грань провала. Но бои не прекращались до 6 июня: с самолётов немцам сбрасывались ящики с припасами в течение всех этих дней. Только потом командование осознало, что Тито уже давно сбежал из Дрвара, и 6 июня 1944 войска немцев были отозваны. Операция по уничтожению Тито провалилась.

### Белградская операция
В сентябре 1944 года на Балканах происходит важное событие: советские войска вошли в Болгарию, вынудив последних разорвать отношения с нацистской Германией и объявить ей 8 сентября войну. После Болгария стала союзником СССР, подписав в Москве 28 октября перемирие с антигитлеровской коалицией. Советские и болгарские войска, на помощь которых рассчитывали югославские антифашисты, наконец-то вступили на землю Югославии. При поддержке советских войск и болгарской армии югославские партизаны активизировались и пошли на штурм крупных городов: 28 сентября начался штурм Белграда. Предварительно советская авиация организовала нанесение многочисленных бомбовых ударов по дорогам, ведущим в Белград: советским войскам нужно было предотвратить переброску немецких сил из Греции, что и было успешно сделано (группа армий «E» была заблокирована). 28 сентября 57-я армия начала наступление из района Видина при поддержке Дунайской военной флотилии. 8 октября красноармейцы перебрались через реку Мораву, введя через 4 дня в бой 4-й гвардейский мехкорпус.
Помощь советским войскам оказывали югославские 1-й пролетарский и 12-й ударный армейский корпуса, которые с северо-востока атаковали город (руководил атакой 10-й гвардейский стрелковый корпус). С юга немцев теснил 4-й гвардейский мехкорпус. 16 октября в Смедерево высадился советский морской десант, который атаковал город со стороны Дуная. Однако взять сербскую столицу было довольно трудно, поскольку к юго-востоку от Белграда находилась крупная немецкая группировка. 20 октября Белград был полностью освобождён при содействии одного мехкорпуса, трёх советских стрелковых дивизий, восьми югославских пехотных дивизий и многих других соединений.
Столица Сербии и Югославии была наконец-то освобождена, что открыло путь на запад югославским партизанам. Часть войск НОАЮ после этого была перенаправлена на Сремский фронт (ближе к югу), часть продолжила сражаться на севере Сербии, на границе с Венгрией в составе Красной Армии, а большая часть после восстановления сил направилась на запад к территории Независимого государства Хорватии. 8 октября 1944 года началось наступление 1-й, 2-й и 4-й болгарских армий на территории Югославии в направлении Страцин — Куманово — 1-я болгарская армия, Ниш — 2-я болгарская армия, Брегальница — Струмица — 4-я болгарская армия. Болгарская армия разбила немцев и освободила Македонию, а также и часть восточной Сербии. Болгарским войскам помогала поддержка с воздуха ВВС Болгарии и 17 авиационного корпуса советских ВВС. С декабря 1944 1-я болгарская армия под командованием генерала Владимира Стойчева воевали против немцев в северной Сербии и Венгрии, а в январе 1945 года нанесла поражение немецким войскам в операции в Сремской области. С марта по май 1945 года 1-я болгарская армия, а также советские 133 пехотный корпус под командованием генерала Павла Артюшенко и 57-я армия в Дравской операции и Надьканижско-Кёрмендской наступательной операции разгромили немецкие войска на юге Венгрии на границе с Югославией (Хорватия), а также немецкие части и хорватских усташей в Австрии и Хорватии.
В конце концов на исходе 1944 года большая часть министров югославского правительства признала Драже Михайловича государственным изменником и отреклась от него, но король Пётр II ещё долгое время колебался. Признать армию Иосипа Броза Тито как единственную законную силу, которая сражается против гитлеровцев, он решился только 20 января 1945 под давлением союзников.

## 1945 год: победа союзников в войне
Последний год войны ознаменовался не только освобождением западной части Югославии, но и активным преследованием националистических формирований на уже освобождённых территориях. Особенно активная борьба шла на Сремском фронте, где югославы преследовали хорватских коллаборационистов. На освобождённых территориях уже создавались официальные правительственные органы.
20 января 1945 последний король Югославии Петар II Карагеоргиевич признал правительство Иосипа Броза Тито и Ивана Шубашича единственным законным правительством, осудив при этом югославских четников как государственных изменников. Вместе с тем генерал Драже Михайлович не сложил оружие и продолжил сопротивление как коммунистическим партизанам, так и нацистско-усташским войскам. В феврале 1945 года завязались упорные бои за Славонию, которую обороняли отборные горнострелковые части вермахта.
7 марта 1945 на базе Национального комитета освобождения Югославии было создано Временное правительство Демократической Федеративной Югославии (ДФЮ) во главе с Иосипом Брозом Тито. В освобожденных районах Югославии вся полнота власти сосредоточивалась в руках трудящихся под руководством КПЮ. Народно-освободительные комитеты превращались в органы народно-демократической власти. 11 апреля 1945 в Москве был подписан Договор о дружбе, взаимной помощи и послевоенном сотрудничестве между СССР и Югославии, а 13 апреля было заключено торговое соглашение.
С 6 по 8 мая 1945 югославские войска приближались к Загребу, громя силы усташей на своём пути. Силы 45-й славонской дивизии выбили силы усташей из Сисака, которые спешно отступили к Загребу. 7 мая в бой брошен был 10-й загребский армейский корпус. 8 мая войска Унской оперативной группы первыми вошли в Загреб, а 9 мая части 2-й югославской армии довершили разгром усташей, захватив последний оплот хорватских коллаборационистов.
15 мая 1945 года считается официальным днём завершения войны в Югославии: завершилась Полянская битва, последняя битва на европейском театре военных действий. Последний крупный отряд коллаборационистов и остатков несдавшихся нацистских войск общей численностью 30 тысяч человек был разгромлен партизанскими отрядами. Но даже после этого в Югославии продолжались многочисленные стычки с четниками, усташами, домобранцами и прочими военизированными организациями, которые воевали на стороне гитлеровцев, и эти битвы не всегда завершались в пользу НОАЮ (см. Битва при Оджаке). Тем не менее, 15 мая считается днём победоносного завершения войны.

## Потери
За время войны югославы потеряли убитыми от 270 до 350 тысяч партизан и ранеными около 400 тысяч. Жертвами немецкого, хорватского (НГХ), итальянского (до 1943), албанского, мусульманского и болгарского (до 1944) террора стали от 1,2 до 1,7 млн гражданских лиц — эти цифры оспариваются большим количеством исследователей и статистиков (более подробно - Потери Югославии во Второй мировой войне). Югославской экономике был нанесён ущерб в размере около 46,9 млрд долларов США. В годы войны погибло также много солдат других стран, сражавшихся на стороне Югославии: около 20 тысяч советских солдат и офицеров, 10,5 тысяч болгарских солдат и офицеров и около 22 тысяч итальянцев, ушедших после капитуляции Италии на сторону партизан.
Значительная часть югославских семей были истреблены полностью за один факт сотрудничества с партизанами. Тем не менее, некоторые семьи даже под угрозой смерти не предавали партизанское движение и сражались всю войну. Историками насчитывается не менее 25 таких югославских семей, члены которых участвовали в Народно-освободительной войне и были отмечены наградами (в том числе и посмертно).

## Народно-освободительная война Югославии в культуре

### Памятники и музеи
Многочисленные памятники, посвящённые войне, некогда украшали крупнейшие города Югославии. Самым известным памятником был памятник Воина Бакича «Призыв к восстанию» — воин, призывающий югославский народ к борьбе с захватчиками. В Белграде, Сараево и Нише есть несколько памятных комплексов с мемориальными досками в память о погибших партизанах и мирных жителях, а также бюсты Народных героев Югославии (особенно в Сараево).
Часть памятников была разрушена в ходе военных действий в 1990-е годы, в том числе, умышленно, националистами, которые считали хорватских, сербских, боснийских и македонских коллаборационистов своими национальными героями. Восстановление этих памятников в настоящий момент почти не ведётся. Вместе с тем в Хорватии с 2003 года ведётся работа по возвращению югославских названий улиц, которые были убраны указами Франьо Туджмана.
Большая часть экспонатов времён войны сейчас находится в разнообразных музеях, самым известным из которых является Белградский военный музей. В числе экспонатов времён войны представлены некоторые документы, портреты деятелей народно-освободительного движения, образцы оружия и униформы югославских партизан. Шапки, которые в просторечье носят название «титовка» и «триглавка», являются самыми узнаваемыми элементами формы партизан и также представлены в музеях.

### Кинофильмы
О Народно-освободительной войне Югославии были сняты самые разнообразные фильмы, которые составили в югославском кинематографе новый жанр — «партизанский фильм», в котором действовали негласные правила, мотивы, штампы и клише, как в американском вестерне. Самыми известными фильмами являются «Битва на Неретве» об одноимённом сражении с Юлом Бриннером и Сергеем Бондарчуком в главных ролях и «Сутьеска» также об одноимённом сражении с Ричардом Бартоном в главной роли. В фильме «Единственная дорога» второстепенную роль исполнил Владимир Высоцкий.

### Комментарии
1. ↑  В период с 1 января по 25 августа 1943 года функции Главнокомандования Юго-Востока исполняло командование группы армий «Е». Его ответственность распространялась на Сербию, зону военной ответственности в Независимом государстве Хорватия (НГХ), а также Грецию. С 26 августа 1943 по 25 марта 1945 годов функции Главнокомандования Юго-Востока исполняло командование группы армий «Ф». Зоной его ответственности являлись НГХ, Сербия, Греция и с 8 сентября 1943 года Албания[19].

### Рекомендованная литература
- Словенская литература XX века / Старикова, Н. Н.. — М.: Индрик, 2014. — 325 с. — ISBN 978-5-91674-289-3.
- Югославия в XX веке. Очерки политической истории. — Москва: Индрик, 2011. — 888 с. — ISBN 978-5-91674-121-6.
- Anić, Nikola; Joksimović, Sekula; Gutić, Mirko. Narodno oslobodilačka vojska Jogoslavije. Pregled Razvoja Oruzanih Snaga Narodnooslobodilnackog pokreta 1941—1945 / KOSTIĆ, Uroš. — Beograd: Vojnoistorijski institut, 1982.
- Calic, Marie-Janine. Dritter Teil: Der Zweite Weltkrieg (1941 bis 1945) // Geschichte Jugoslawiens im 20. Jahrhundert (нем.). — München: Verlag C. H. Beck, 2014. — S. 137–170. — ISBN eBook 978-3-406-67757-1.
- Colić, Mladenko. Pregled operacija na jugoslovenskom ratištu: 1941—1945. — Beograd: Vojnoistorijski Institut, 1988. — 493 с.
- Petranović, Branko. Narodnooslobodilački rat i revolucija 1941-1945. — Beograd: Nolit, 1988. — Т. 2.
- Petranović, Branko. Narodnooslobodilački rat i revolucija 1941-1945. — Beograd: Nolit, 1988. — Т. 2.
- Ruzicic-Kessler, Karlo. Italiener auf dem Balkan. Besatzungspolitik in Jugoslawien 1941—1943. — Berlin/Boston: De Gruyter Oldenbourg, 2017. — С. 256—275. — 363 с. — ISBN 978-3-11-054141-0.
- Schmider, Klaus. Partisanenkrieg in Jugoslawien 1941-1944. — Hamburg • Berlin • Bonn: Verlag E.S. Mittler & Sohn GmbH, 2002. — ISBN 3-8132-0794-3.
- Schmider, Klaus. Der jugoslawische Kriegsschauplatz als Eckpfeiler der südlichen Ostfront (Oktober 1944 bis Mai 1945) // Die Ostfront 1943/44 : Der Krieg im Osten und an den Nebenfronten (нем.) / Frieser, Karl-Heinz. — Stuttgart: Deutsche Verlags-Anstalt, 2007. — Bd. 8. — S. 1009—1088. — ISBN 978-3-421-06235-2.
- Suppan, Arnold. Hitler – Beneš – Tito. Konflikt, Krieg und Völkermord in Ostmittel- und Südosteuropa. — Wien: Verlag der Österreichischen Akademie der Wissenschaften, 2014. — Т. 1/2. — ISBN 978-3-7001-7309-0.
- Trifković, Gaj. Sea of Blood. A Military History of the Partisan Movement in Yugoslavia 1941—45 (англ.). — Helion & Co Ltd, 2022. — P. 448. — ISBN 9781914059940.
- Trifković, Gaj. Od «bandita» do „Jugoslovenske armije“: partizanski rat 1941–1945 (серб.) // YU Historija : сайт. — Helsinski odbor za ljudska prava u Srbiji, 2016.